# Ramon Tusquets i Maignon
Pour les articles homonymes, voir Tusquets.
Ramon Tusquets i Maignon, né à Barcelone le 8 septembre 1838 et mort à Rome le 11 mars 1904, est un peintre catalan impressionniste.

## Biographie
Fils du couple barcelonais Antoni Tusquets i Comaduran et Joana Maignon i Duran (les parents de cette dernière sont français), le jeune Ramon s'intéresse à la peinture, mais sa famille le destine plutôt à reprendre les affaires familiales dans les secteurs du commerce et de la banque, comme son frère, Esteve Tusquets i Maignon qui deviendra musicien.
Dans les années 1860, il débute néanmoins une formation artistique à Madrid et à Rome. C'est dans cette ville qu'il se lie d'amitié avec Marià Fortuny, dont il peindra l'inhumation dans une œuvre célèbre : l'enterrement de Fortuny. Ramon Tusquets expose dans toute l'Europe : Madrid, Naples, Turin, Paris, Vienne et, bien entendu, à Barcelone. En 1870, il effectue un séjour artistique chez Joaquim Vayreda, à Olot, rejoignant ainsi les peintres Modest Urgell, Lluís Graner, Josep Maria Tamburini et Antoni Caba, et s'échappe ainsi de Barcelone où sévit la fièvre jaune.
Il est reconnu pour ses tableaux de paysages et par le réalisme de ses œuvres. En Catalogne, on retrouve ses œuvres dans différentes institutions publiques, comme le Musée national d'Art de Catalogne, à Montjuïc, ou la Bibliothèque-musée Víctor Balaguer, à Vilanova i la Geltrú, lieu dédié à l'homme politique et écrivain Víctor Balaguer.
Il meurt à Rome le 11 mars 1904.

## Galerie

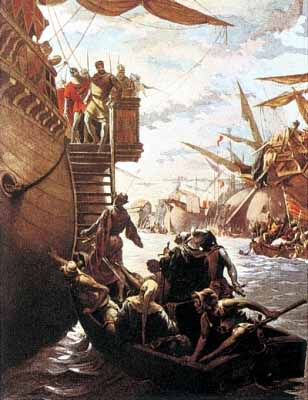
Roger de Llúria et le fils du comte d'Anjou.
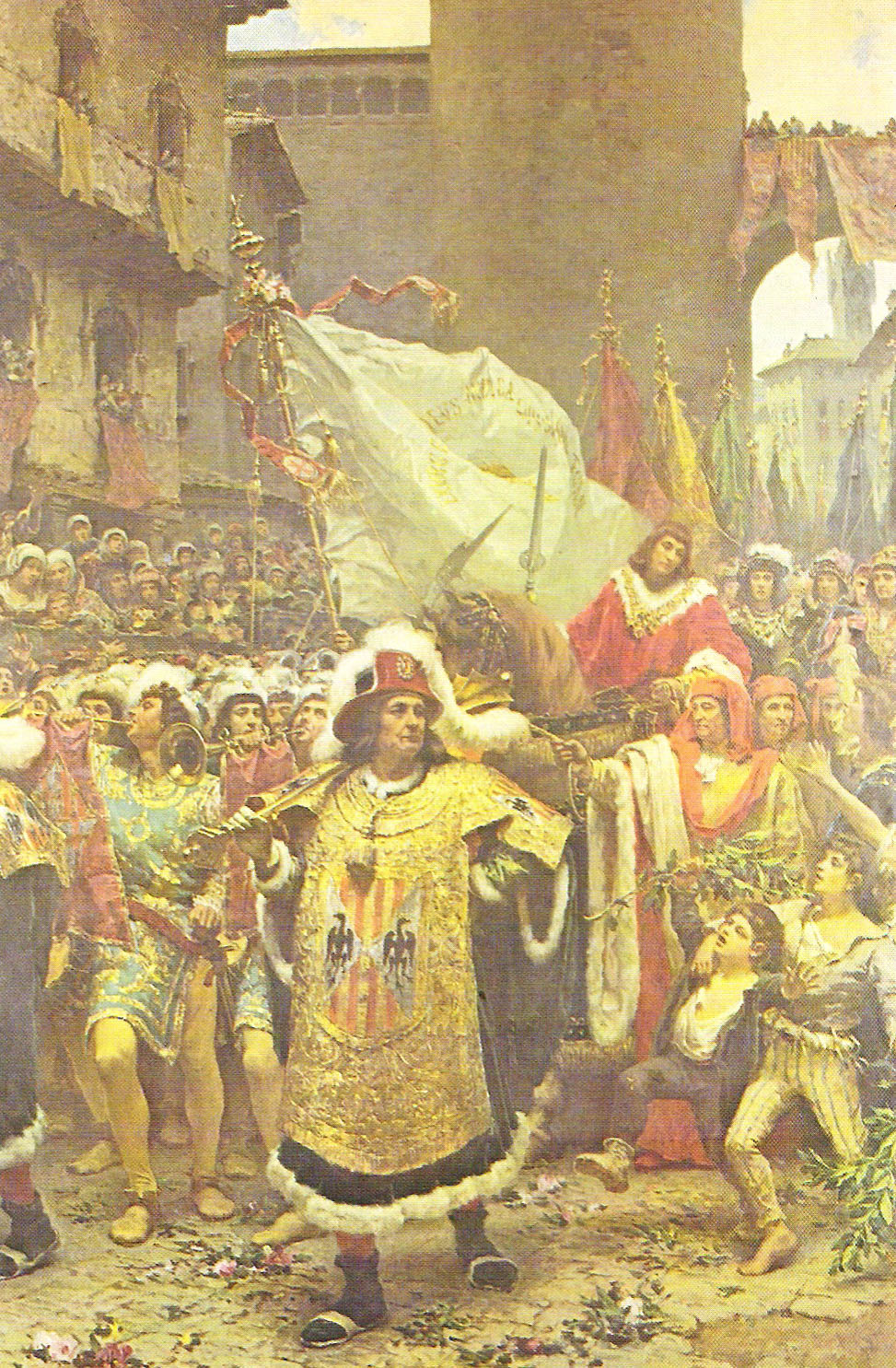
Proclamation du prince de Viana ou Entrée du Prince de Viana à Barcelone, collection particulière Miquel Boada.
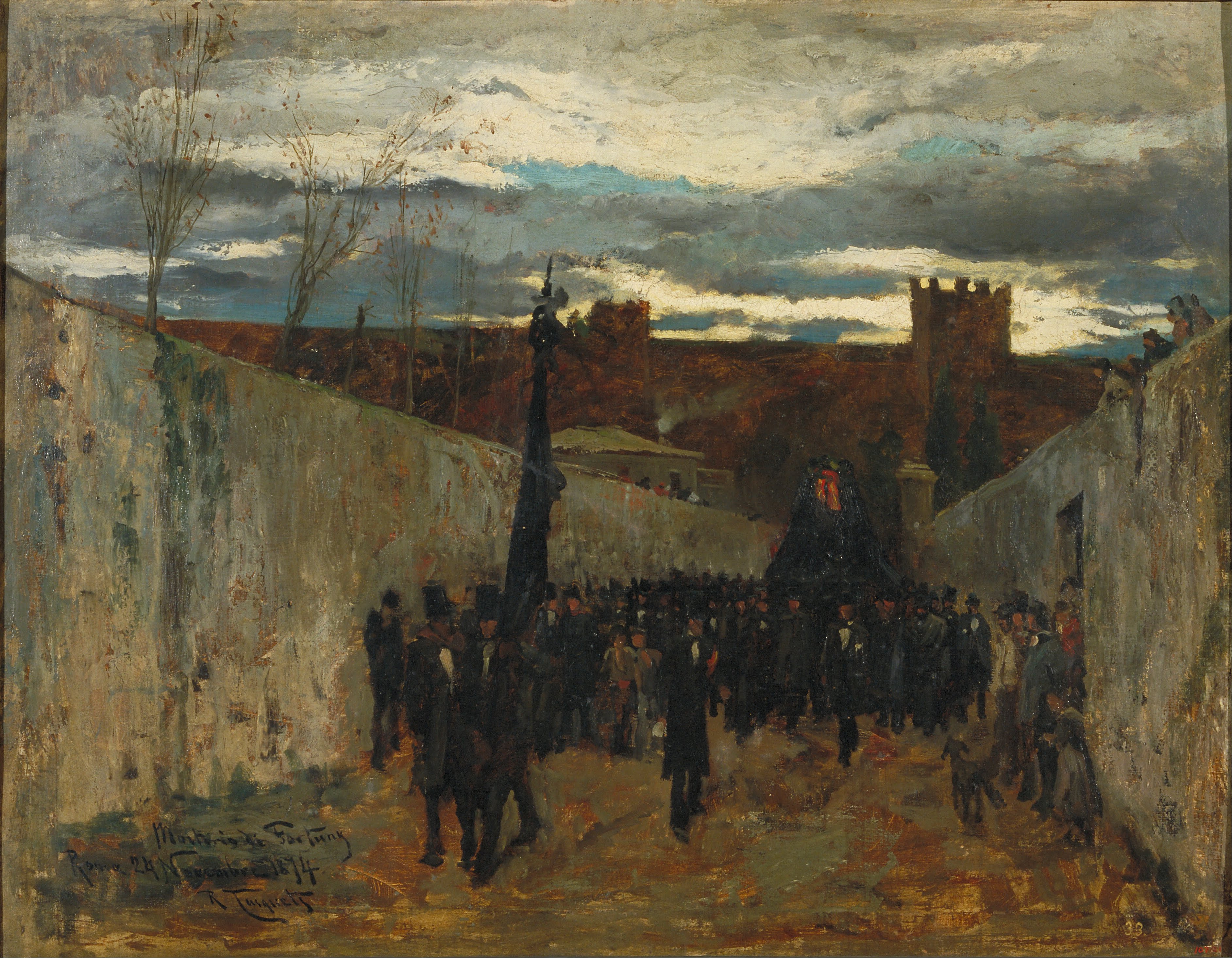
L'enterrement de Fortuny (MNAC, Barcelone).